# Ivan Cavaleiro
Ivan Ricardo Neves Abreu Cavaleiro (* 18. Oktober 1993 in Vila Franca de Xira, Lissabon) ist ein portugiesischer Fußballspieler, der zuletzt bei der OSC Lille unter Vertrag stand.

## Karriere

### Im Verein
Ivan Cavaleiro kommt aus der Jugend des portugiesischen Rekordmeisters Benfica Lissabon. Mit der Wiedereinführung der B-Mannschaft Benficas im Jahr 2012 wurde Cavaleiro in seiner ersten Profisaison sofort Stammspieler. Nach einer starken ersten Saison und einem guten Start in die Saison 2013/14, schaffte Cavaleiro den Sprung in die erste Mannschaft.
Nach einer Leihe zu Deportivo La Coruña wechselte er 2015 zum AS Monaco. Es folgte ab 2016 ein Engagement bei den Wolverhampton Wanderers, ehe er 2019 zum FC Fulham wechselte. Dieser verlieh ihn im September 2022 an den türkischen Erstligisten Alanyaspor.
Nach der Leihe wechselte er Anfang August 2023 zur OSC Lille nach Frankreich. Dort wurde sein im Sommer 2024 auslaufender Vertrag nicht verlängert.

### In der Nationalmannschaft
Ivan Cavaleiro hat von der U17- bis zur U21-Nationalmannschaft Portugals alle Stationen durchlaufen. Mit der U20-Auswahl nahm er an der U20-WM 2013 teil, wo er in vier Spielen zum Einsatz kam. Am 14. August 2013 debütierte Cavaleiro bei einem Freundschaftsspiel gegen die Schweiz für die U-21-Auswahl. Das Spiel endete mit einem 5:2-Sieg, bei dem Cavaleiro einen Hattrick erzielte. Am 5. März 2014 gab Cavaleiro unter Nationaltrainer Paulo Bento sein Debüt in der A-Nationalmannschaft.